# Медицинский университет Тираны
Медицинский университет Тираны (алб. Universiteti i Mjekësisë) — государственный университет здоровья и медицинских наук, расположенный в Тиране, Албания.

## История
История университета начинается с создания в 1952 году Высшего медицинского института. В 1957 году Высший медицинский институт и пять других высших учебных заведений образовали Государственный университет Тираны. По этому случаю медицинский факультет был создан в качестве основного справочного учреждения албанской медицины. Благодаря высокому уровню знаний и профессионализма, 23 января 2013 года медицинский факультет получил статус университета, основав Медицинский университет Тираны (алб. Universiteti i Mjekësisë, Tiranë). Университет унаследовал факультет медицины и технических медицинских наук от Тиранского университета и создал фармацевтический факультет, факультет стоматологии и факультет общественного здравоохранения. Первым ректором Медицинского университета Тираны был профессор Джера Круя. С момента реорганизации 30 марта 2016 года Медицинский университет в Тиране состоял из трех факультетов: медицинского факультета, факультета технических медицинских наук и стоматологического факультета.

## Структура
Медицинский университет в Тиране является одним из самых важных университетов в Албании. В его состав входят 3 факультета и 21 кафедра.
Учебные программы разделены на три академических уровня бакалавра, магистра наук/профессионала, интегрированной степени магистр наук и докторская степень. Университет также предлагает специальные исследовательские программы для медицинской практики на медицинском факультете и стоматологическом факультете (2-4 года).
Медицинский университет в Тиране насчитывает более 300 академических сотрудников, 78 профессоров и около 7500 студентов, обучающихся по трем степеням: бакалавриат, магистратура и докторская степень.
Кампус Медицинского университета Тираны расположен в городской черте, недалеко от университетского больничного центра «Мать Тереза».

## Факультеты
- Медицинский факультет

Медицинский факультет является одним из первых и наиболее конкурентоспособных факультетов национального и международного уровня в Республике Албания. Он предлагает различные квалификации:
- Интегрированная степень магистра в области общей медицины (магистр наук)
- Интегрированная степень магистра в области фармации (магистр наук)
- Степень магистра наук в области здравоохранения (магистр наук)
- Профессиональная степень магистра в области общественного здравоохранения (магистр наук)
- Интегрированная степень магистра в области стоматологии (магистр наук)
- Степень бакалавра в области сестринского дела (бакалавр)
- Степень магистра наук в области управления сестринским делом (магистр наук)
- Профессиональная степень магистра в области сестринского дела (магистр наук)
- Степень бакалавра лаборанта (бакалавр)
- Степень магистра наук в области лаборанта (магистр наук)
- Профессиональная степень магистра в области лаборанта (магистр профессии)
- Степень бакалавра физиотерапии (бакалавр)
- Степень магистра наук в области физиотерапии (магистр наук)
- Профессиональная степень магистра физиотерапии (магистр наук)
- Степень бакалавра в педиатрическом сестринском деле (бакалавр)
- Степень магистра наук в области педиатрического ухода (магистр наук)
- Профессиональная степень магистра в области педиатрического ухода (магистр наук)
- Степень бакалавра радиологии (бакалавр)
- Степень магистра в области радиологии (магистр наук)
- Профессиональная степень магистра в области радиологии (магистр наук)
- Степень бакалавра в области логопедии (степень бакалавра)
- Степень магистра наук в области логопедии (магистр наук)
- Профессиональная степень магистра в области логопедии (степень магистра)
- Профессиональная степень магистра в области гериатрических исследований (магистр наук)